# Нафтали, Перец
Перец Нафтали (ивр. פרץ נפתלי‎, при рождении Фриц Нафтали, нем. Fritz Naphtali; 29 марта 1888, Берлин, Германия, — 30 апреля 1961, Тель-Авив, Израиль) — немецкий предприниматель, журналист, профсоюзный деятель; после иммиграции в Палестину — университетский преподаватель, финансист, политический деятель Израиля.

## Биография
Родился в семье Гуго Нафтали и Иды Тропловиц, принадлежавших к реформистской общине Берлина.
В 1911 году вступил в СДПГ, и в том же году был призван в армию. Демобилизовавшись через год, начал работать экономическим обозревателем. В 1917—1918 годах воевал на фронте. В 1921—1926 годах был экономическим редактором газеты Frankfurter Zeitung, а затем членом Временного имперского экономического совета.
В 1925 году присоединился к сионистскому движению.
В 1927—1933 годах руководил отделом экономических исследований Всеобщего объединения немецких профсоюзов (ВОНП). В 1928 году ВОНП создало специальную комиссию по разработке основной программы экономической политики, в которую помимо Нафтали вошли Фриц Бааде, Рудольф Гильфердинг, Эрик Нёльтинг и Гуго Зинцгеймер. Результаты работы комиссии были опубликованы Нафтали в книге «Экономическая демократия. Её сущность, достижение и цель» и стали темой его доклада на общенациональном конгрессе ВОНП, состоявшемся в том же году. Главный тезис, выдвинутый Нафтали, гласил, что расширение и защита достигнутых в результате Ноябрьской революции политических прав должны осуществляться путём демократизации экономики. Нафтали, исходя из разработанной Гильфердингом концепции «организованного капитализма», провозгласил конечной целью демократичную экономику и социалистическое общество. Но постепенная демократизация экономики должна была начаться немедленно, чтобы «согнуть капитализм до того, как последний будет сломлен». Концепция предусматривала контроль монополий и картелей при полном участии профсоюзов, и, кроме того, меры по поддержке экономики. Важным положением также стало провозглашение необходимости регулирования ключевых экономических процессов, и в меньшей степени — регулирования непосредственной работы предприятий. Профсоюзный реформизм Нафтали, так называемая «гамбургская модель», получил в ВОНП широкую поддержку. Работодатели, со своей стороны, развернули грандиозную кампанию против намечавшегося усиления профсоюзного влияния. Помимо этого, концепция была резко отвергнута коммунистами и тем самым не смогла преодолеть тенденцию к расколу.
В 1931 году был делегатом 17-го сионистского конгресса.
В 1932 году Нафтали развернул внутрипрофсоюзную критику так называемого WTB-плана по выходу из «Великой депрессии», разработанного Владимиром Войтинским, Фрицем Тарновым и Фрицем Бааде.
В мае 1933 года, через четыре месяца после прихода нацистов к власти, Нафтали был арестован гестапо, а «Экономическая демократия. Её сущность, достижение и цель» оказалась среди книг, сожженных 10 мая. Его друг Ганс Штаудингер, до прусского путча Франца фон Папена работавший статс-секретарем министерства торговли Пруссии, решил освободить Нафтали по примеру «капитана из Кёпеника». Он явился в тюрьму под видом высокопоставленного прусского чиновника и приказал выпустить Нафтали.
В июле Нафтали иммигрировал в Палестину. Там он начал преподавать экономику в Технионе, а затем — в Тель-Авивском университете. В 1938—1949 годах возглавлял банк «Апоалим».
В 1941—1949 годах был членом Палаты представителей Палестины. В 1949 году стал членом кнессета от партии МАПАЙ и пробыл там 10 лет.
В 1951—1959 годах занимал различные министерские посты: с октября 1951 года являлся министром без портфеля, с 25 июня 1952 года до 3 ноября 1955 года — министром сельского хозяйства (с 29 июня 1955 года одновременно занимал должность министра торговли и промышленности), с 7 января 1958 года до 25 января 1959 года — вновь министром без портфеля, а с 25 января до 17 декабря 1959 года — министром благосостояния.
Голда Меир писала в своих мемуарах:
Он [Давид Бен-Гурион] терпеть не мог, когда его обвиняли в том, что он руководит партией, а позже — правительством, с авторитарных позиций. Как-то на партийном собрании, услышав это обвинение, он воззвал к министру, которого считал безупречным в смысле интеллектуальной честности и который, как Бен-Гурион слишком хорошо знал, нисколько его не боялся. «Скажи, Нафтали, — спросил он, — разве я веду партийные собрания недемократично?»

Перец Нафтали минуту глядел на него, улыбнулся своей чарующей улыбкой и задумчиво ответил: «Нет, я бы не сказал. Я бы скорее сказал, что партия, самым демократичным образом, всегда решает голосовать так, как ты хочешь».
В 1956—1957 годах Нафтали был казначеем Еврейского агентства для Израиля.
30 апреля 1961 года Нафтали скончался в Тель-Авиве. На его торжественных похоронах среди прочих выступили премьер-министр Израиля Давид Бен-Гурион, тогдашний министр финансов и будущий премьер-министр Леви Эшколь, а также будущий президент Залман Шазар. Нафтали был похоронен в кибуце Алуммот, юго-западнее озера Кинерет.
В честь Нафтали назван один из корпусов на территории Еврейского университета в Иерусалиме.
В 1964 году была учреждена премия Переца Нафтали в области экономики и общественных наук, которая вручается раз в три года.

## Сочинения
- Konjunktur, Arbeiterklasse und sozialistische Wirtschaftspolitik. — Berlin: Dietz, 1928.
- Wirtschaftsdemokratie: ihr Wesen, Weg und Ziel. — Berlin: Verlagsges. d. Allgem. Dt. Gewerkschaftsbundes, 1928.
- mit Ernst Kahn: Wie liest man den Handelsteil einer Tageszeitung? — Frankfurt (am Main): Societäts-Verlag, 1921, 1922, 1930.